# Dirección de ajuste
Dirección de ajuste es una metáfora que procede de una historia que aparece en la obra de Elizabeth Anscombe titulada Intention (1957) respecto a la relación hombre y mundo exterior al hombre.
En la historia un detective sigue a un comprador por toda la ciudad haciendo una lista con todas aquellas cosas que el comprador finalmente adquiere. El comprador sigue una lista de compras que le dio su mujer. Mientras que la lista que el detective elabora tiene que ajustarse al modo en que son las cosas son (cada una de las compras que hace el comprador ha de estar en la lista del detective), la lista del comprador es tal que es el mundo el que tiene que ajustarse a ella (cada uno de los ítems en la lista tiene que ser adquirido por el comprador).
La metáfora ha pasado a utilizarse para describir la diferencia entre tipos de actos de habla (afirmaciones versus órdenes) dado que no todos los tipos de actos de habla tienen la misma relación con el mundo; y para describir la diferencia entre tipos de estados metales (creencias versus deseos). Así, por ejemplo, se suele decir que las creencias tienen una dirección de ajuste mundo-mente (mundo a mente) debido a que el contenido de las creencias es el que se considera ajustado al modo en que son las cosas: las creencias falsas han de ser abandonadas. Los deseos (los que se busca satisfacer) poseen una dirección de ajuste contraria, ya que es a la naturaleza de los deseos a lo que el mundo debe ajustarse. Esto es así al menos en la medida en que la función de un deseo no satisfecho es la de reforzar aquella conducta que se dirige a que el mundo sea como se quiere en ese deseo.